# Effet Haldane
L’effet Haldane est une propriété de l'hémoglobine décrite pour la première fois en 1905 par le médecin écossais John Scott Haldane.

## Description
L'oxygénation du sang au niveau des alvéoles pulmonaires entraîne une baisse de l'affinité de l'hémoglobine pour le CO2 et donc une libération du CO2 ainsi qu'une prise en charge de l'O2 par l'hémoglobine. On appelle ce phénomène l'effet Haldane, c'est-à-dire la perte d'affinité de l'hémoglobine pour le CO2 quand la pression partielle en O2 augmente dans le sang. Ce phénomène a principalement lieu dans le poumon afin de réoxygéner le sang et de relarguer le CO2.
Il existe un effet inverse appelé Effet Bohr qui a lieu principalement au niveau des muscles où l'augmentation de la pression partielle en CO2 et la baisse du pH induit une perte d'affinité pour l'O2 ce qui entraîne donc la libération de l'oxygène au niveau du muscle.